# Emilio Sampere Oliveras
Emilio Sampere Oliveras (Barcelona, 8 de enero de 1885-Barcelona, 4 de diciembre de 1966) fue un futbolista, árbitro y entrenador español. Fue una de las figuras más importantes en los inicios amateurs del RCD Espanyol como jugador, capitán, fundador entrenador y directivo del club.
Sampere jugó como delantero durante la década de 1900, pero luego pasó a ser centrocampista en la década de 1910.

## Carrera

### Carrera de clubes
Nacido en Barcelona, Sampere, de 17 años, fue uno de los fundadores del X Sporting Club, que se estableció bajo el nombre de Football Club X en marzo de 1902; luego comenzó su carrera futbolística allí, convirtiéndose en el capitán del club. Al final de la temporada 1902-03 se incorporó al RCD Espanyol como delantero, convirtiéndose en uno de los primeros grandes futbolistas que tuvo el club.
Junto a Joaquim Escardó Salazar, Ángel Ponz y Gustavo Green, Sampere formó parte del equipo que ganó la primera edición del Campeonato de Cataluña en 1903-04. En 1904 desplegó una variada actividad en las reuniones atléticas organizadas en Barcelona ese año y en el siguiente.
Sampere se mantuvo fiel al club hasta 1905, cuando el Español tuvo que suspender sus actividades por falta de jugadores ya que la mayoría de ellos eran estudiantes universitarios que se matricularon para estudiar en universidades fuera de Cataluña en el curso académico 1905-06. La mayoría de los jugadores restantes, incluido él, Ponz y el guardameta Pedro Gibert, se unieron al X Sporting Club . Junto a ellos, más los hermanos Massana (Santiago y Alfredo) y José Irízar, Sampere ayudó a X a ganar el Campeonato de Cataluña tres veces seguidas entre 1906 y 1908.
Sampere, junto con la fundadora del Club Español de Jujitsu, Julià Clapera, convocan una reunión de socios de ambos clubes para refundar el Español CF Clapera es nombrado presidente y Sampere capitán del equipo. El nuevo Club Deportivo Español contaba con secciones de jiu-jitsu, esgrima y boxeo. El campo de juego está situado en la calle Marina, donde hoy se ubica la Plaza de Toros Monumental. Ayudó a la refundación del Español en 1909, tras la suspensión de actividades ocurrida tres años antes por falta de jugadores. En 1909, el Espanyol fue relanzado efectivamente como Club Deportivo Espanyol, nombre que todavía se mantiene hoy en día. Ponz jugó con el Espanyol durante tres años más, siendo miembro del gran equipo del Espanyol de la década de 1910 que tenía jugadores como Paco Bru, Emilio Sampere y los hermanos Armet (Francisco y Juan), ganando el Campeonato de Cataluña por segunda vez en 1911-12. Se retiró en 1912.
También hubo un Sampere que figuró como miembro del Espanyol subcampeón de la Copa del Rey de fútbol 1915, por lo que, suponiendo que sea él, demostró una gran longevidad deportiva para aquellos años.

### Carrera internacional
Como jugador del Espanyol, Sampere fue elegible para jugar con la selección de fútbol de Cataluña, y en mayo de 1916, formó parte del equipo catalán que ganó la segunda edición de la Copa del Príncipe de Asturias de fútbol en 1916, una competición interregional organizada por la RFEF. En el partido inaugural contra el once del Castilla/Madrid, marcó un gol en la victoria por 6-3, y luego también fue titular en el partido decisivo, que acabó en un empate 2-2 que bastó para que los catalanes ganaran la copa por primera vez.

### Carrera arbitral
Sampere comenzó su carrera como árbitro a principios de la década de 1920, supervisando un partido de cuartos de final de la Copa del Rey de fútbol 1922 entre el Real Unión y el Fortuna Vigo el 12 de marzo, que terminó con una victoria por 4-0 para el primero, en parte gracias a un triplete de José Luis Zabala.

### Carrera gerencial
Sampere comenzó su carrera como entrenador al frente del Real Murcia, al que entrenó durante tres temporadas entre 1927 y 1930. Sustituyó a Jesús Mendizábal, y al marcharse lo sustituyó José Planas. Posteriormente se hizo cargo del Real Betis, club con el que llegó a la final de la Copa del Rey de fútbol 1931, que perdió por 1-3 ante el Athletic Club de Bilbao. También llevó al Betis a su primer ascenso a Primera División. También entrenó el Real Oviedo.

## Últimos años y muerte
El 18 de junio de 1955, Sampere fue objeto de un gran homenaje por parte de la Federación Catalana de Fútbol, que organizó dos partidos de fútbol: Espanyol 8-2 Selección Catalana y Veteranos 5-1 Combinado.
Sampere murió en Barcelona el 4 de diciembre de 1966, a la edad de 82 años.

## Honores

### Clubes
RCD Espanyol
- Copa Macaya:
  - Ganadores (1) 1902–03
- Campeonato de Cataluña:
  - Ganadores (2) 1903–04, 1911–12

X Sporting Club
- Campeonato de Cataluña:
  - Ganadores (3) 1905–06, 1906–07 y 1907–08

### Internacional
Cataluña
Copa del Príncipe de Asturias :
- Campeones (1): 1916